# Lepidocordia
Lepidocordia es un género de plantas con flores perteneciente a la familia Boraginaceae. Comprende 2 especies descritas y aceptadas.

## Descripción
Son árboles pequeños, que alcanzan un tamaño de hasta 5 (–8) m de alto, con ramas jóvenes puberulentas; plantas hermafroditas. Hojas elípticas a ampliamente elípticas u ovadas, (5–) 7–18 (–25) cm de largo y (2.5–) 3.5–12 (–15) cm de ancho, ápice agudo a acuminado, base obtusa a redondeada, márgenes enteros, en la haz escabrosas a estrigulosas, en el envés puberulentas a suavemente pubescentes, pecioladas. Inflorescencias paniculadas, terminales, hasta 11 cm de largo, pedúnculos y ramas puberulentos; cáliz cupuliforme, 1.5 mm de largo, puberulento, 5-lobado, los lobos imbricados y muy ampliamente ovados; corola tubular, 2.5 mm de largo, blanca a blanco opaca, 5-lobada, los lobos ovados y reflexos; estambres 5, filamentos 2 mm de largo, con los 0.5 mm superiores libres, anteras elipsoides y 1 mm de largo; ovario globoso, ca 1 mm de largo. Frutos drupáceos, elipsoides, hasta 9 mm de largo y 7 mm de ancho, 4-loculares, rojos al madurarse.

## Taxonomía
El género fue descrito por Adolpho Ducke y publicado en Archivos do Jardim Botânico do Rio de Janeiro 4: 170, t. 22. 1925. La especie tipo es: Lepidocordia punctata Ducke	

## Especies aceptadas
A continuación se brinda un listado de las especies del género Lepidocordia aceptadas hasta septiembre de 2013, ordenadas alfabéticamente. Para cada una se indica el nombre binomial seguido del autor, abreviado según las convenciones y usos.
- Lepidocordia punctata Ducke
- Lepidocordia williamsii (I.M.Johnst.) J.S.Mill.